# Pleurozia gigantea
Pleurozia gigantea là một loài rêu tản trong họ Pleuroziaceae. Loài này được (F. Weber) Lindb. miêu tả khoa học lần đầu tiên năm 1874.